# Pulchellodromus
Genre
Pulchellodromus est un genre d'araignées aranéomorphes de la famille des Philodromidae.

## Distribution
Les espèces de ce genre se rencontrent en zone paléarctique.

## Liste des espèces
Selon World Spider Catalog (version 18.0, 30/01/2017) :
- Pulchellodromus afroglaucinus (Muster & Bosmans, 2007)
- Pulchellodromus bistigma (Simon, 1870)
- Pulchellodromus glaucinus (Simon, 1870)
- Pulchellodromus lamellipalpis (Muster, 2007)
- Pulchellodromus mainlingensis (Hu & Li, 1987)
- Pulchellodromus medius (O. Pickard-Cambridge, 1872)
- Pulchellodromus navarrus Kastrygina, Kovblyuk & Polchaninova, 2016
- Pulchellodromus pardalis (Muster & Bosmans, 2007)
- Pulchellodromus pulchellus (Lucas, 1846)
- Pulchellodromus punctiger (O. Pickard-Cambridge, 1908)
- Pulchellodromus ruficapillus (Simon, 1885)
- Pulchellodromus simoni (Mello-Leitão, 1929)
- Pulchellodromus wunderlichi (Muster & Thaler, 2007)

## Publication originale
- Wunderlich, 2012 : Fifteen papers on extant and fossil spiders (Araneae). Beiträge zur Araneologie, vol. 7, p. 1-246.